# Deià
Deià  è un comune spagnolo di 755 abitanti situato nella comunità autonoma delle isole Baleari, nell'isola di Maiorca. Si trova a circa 16 chilometri a nord di Valldemossa ed è nota per avere come residenti diversi letterati e musicisti. Il suo paesaggio idilliaco, con aranceti e uliveti siti su ripide scogliere a picco sul Mediterraneo, ha attirato vari espatriati tedeschi, inglesi e americani dopo la prima guerra mondiale.

## Galleria d'immagini

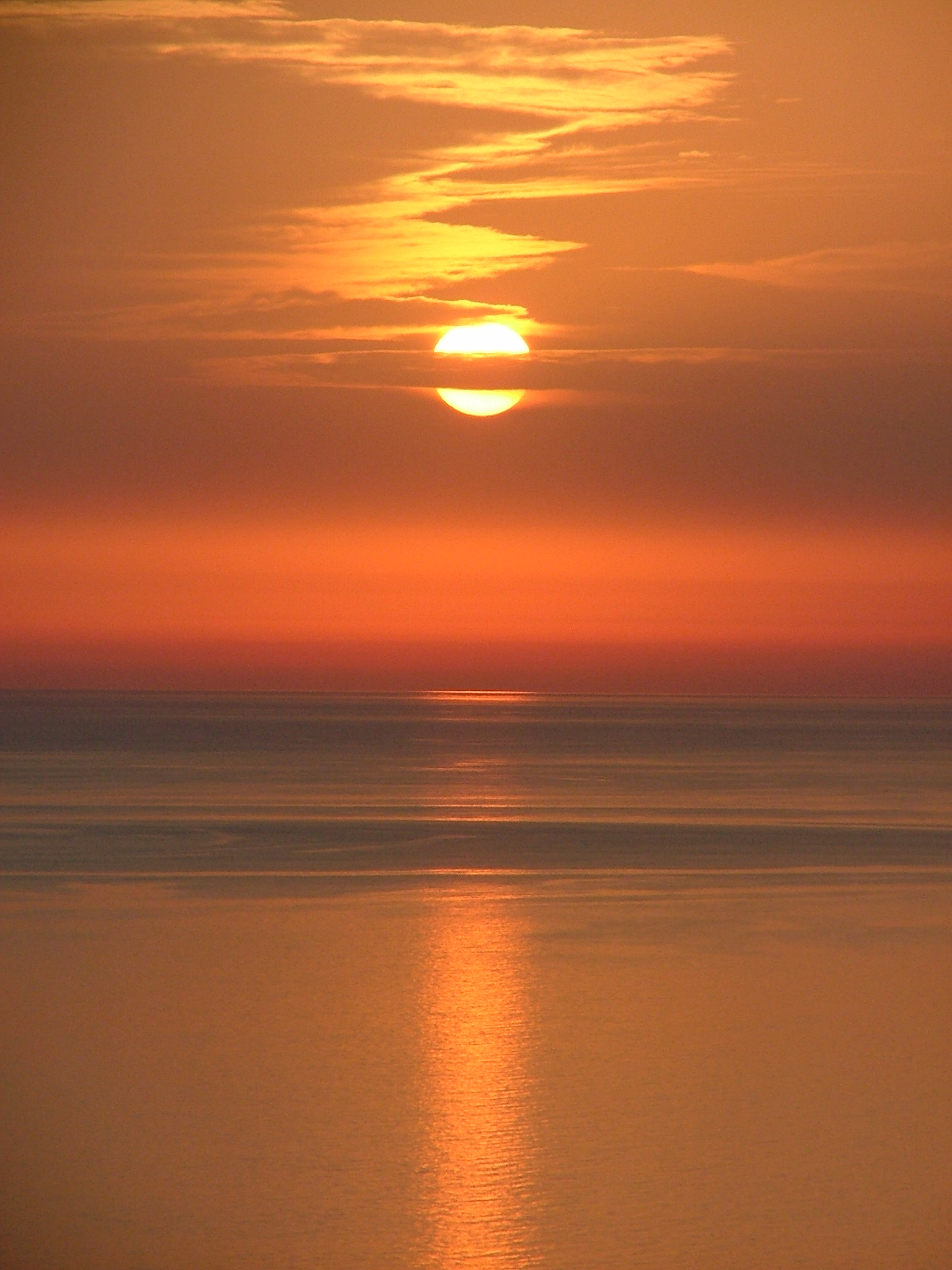
Tramonto a Son Marroig, Deià
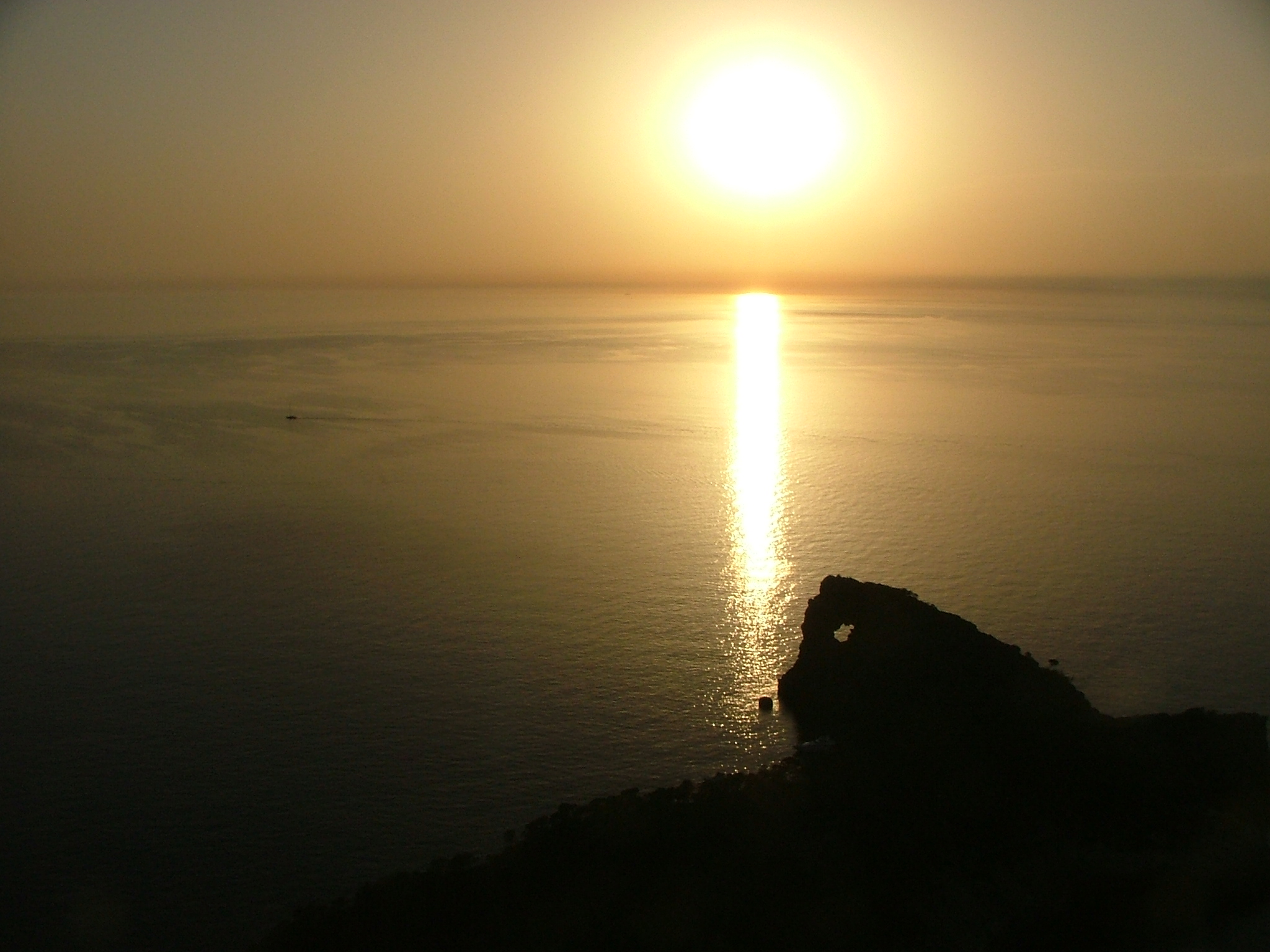
Sa Foradada, Deià